# Ikizu (langue)
Pour les articles homonymes, voir Ikizu.
L’ikizu est une langue bantoue parlée par la population ikizu en Tanzanie.